# گای باترز
گای باترز (انگلیسی: Guy Butters؛ زادهٔ ۳۰ اکتبر ۱۹۶۹) بازیکن فوتبال اهل بریتانیا است.
از باشگاه‌هایی که در آن بازی کرده‌است می‌توان به باشگاه فوتبال پورتسموث، باشگاه فوتبال تاتنهام هاتسپر، باشگاه فوتبال گیلینگام، باشگاه فوتبال ساوتند یونایتد، باشگاه فوتبال آکسفورد یونایتد، باشگاه فوتبال هاوانت و واترلوویل، باشگاه فوتبال بارنت، باشگاه فوتبال برایتون اند هوو آلبیون، و باشگاه فوتبال لوس اشاره کرد.
وی همچنین در تیم ملی فوتبال زیر ۲۱ سال انگلستان بازی کرده‌است.